# Entrée d'Espagne
Entrée d'Espagne ou L'Entrée d'Espagne ou Entrée en Espagne est une chanson de geste du XIVe siècle (vers 1320) écrite en langue franco-vénitienne. Elle fait donc partie de la production littéraire de chansons de geste en Italie du Nord.
Elle est considérée un chef-d'œuvre dans son genre. 
L'auteur était, pense-t-on, originaire de Padoue,. L'œuvre n'a survécu que dans un unique manuscrit, qui se trouve aujourd'hui dans la Biblioteca Marciana, à Venise. 
Fondé sur un matériau tiré de la Chronique du Pseudo-Turpin (Historia Caroli Magni, livre IV du Codex Calixtinus, une chronique latine traitant des hauts faits de Charlemagne datant du milieu du XIIe siècle) et de plusieurs autres sources, le poème épique (dont il existe toujours 16 000 vers, sur un total initial de 20 000) narre les batailles de Charlemagne et les aventures du paladin Roland. Elle fait donc partie du Cycle de Charlemagne.
La Prise de Pampelune de Nicolas de Vérone constitue une suite à l'Entrée d'Espagne.